# Хъфзъ паша
Хъфзъ паша (на турски: Hıfzı Paşa) е османски офицер и чиновник. От февруари 1907 до ноември 1908 година е валия на Битолския вилает.